# Rudkivți, Jîdaciv
Rudkivți (în ucraineană Рудківці) este un sat în comuna Piddnistreanî din raionul Jîdaciv, regiunea Liov, Ucraina.

## Demografie
Componența lingvistică a localității Rudkivți
     Ucraineană (99,78%)
     Alte limbi (0,22%)
Conform recensământului din 2001, majoritatea populației localității Rudkivți era vorbitoare de ucraineană (99,78%), existând în minoritate și vorbitori de alte limbi.